# Ентомопатогенні гриби

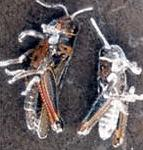
Коники, убиті ентомопатогенним грибком виду Beauveria bassiana з родини Clavicipitaceae (Ascomycota: Hypocreales)

Ентомопатогенні гриби (від дав.-гр. ἔντομον — комаха + патоген) — паразитичні гриби, що вражають  комах. Види, патогенні для шкідників сільського господарства, а також кровосисних та інших шкідливих комах, можуть використовуватися для контролю їх чисельності, тобто як  Біопестициди.
Також відомі види, які крім комах вражають і інших  членистоногих:  павуків і  кліщів або спеціалізуються на останніх, але не на комахах. Ці види входять в ту ж  екологічну групу, що й ентомопатогенні та розглядаються спільно з ними.

## Роди
До патогенів комах належать:
- Isaria
- Lecanicillium
- Кордицепс
- Beauveria
- Metschnikowia ‎
- Lagenidium
- Coelomomyces
- Septobasidium ‎
- Laboulbenia
- Metarhizium ‎
- Entomophaga
- Pandora
- Entomophthora
- Ascopolyporus
- Akanthomyces
- Gibellula

## Галерея

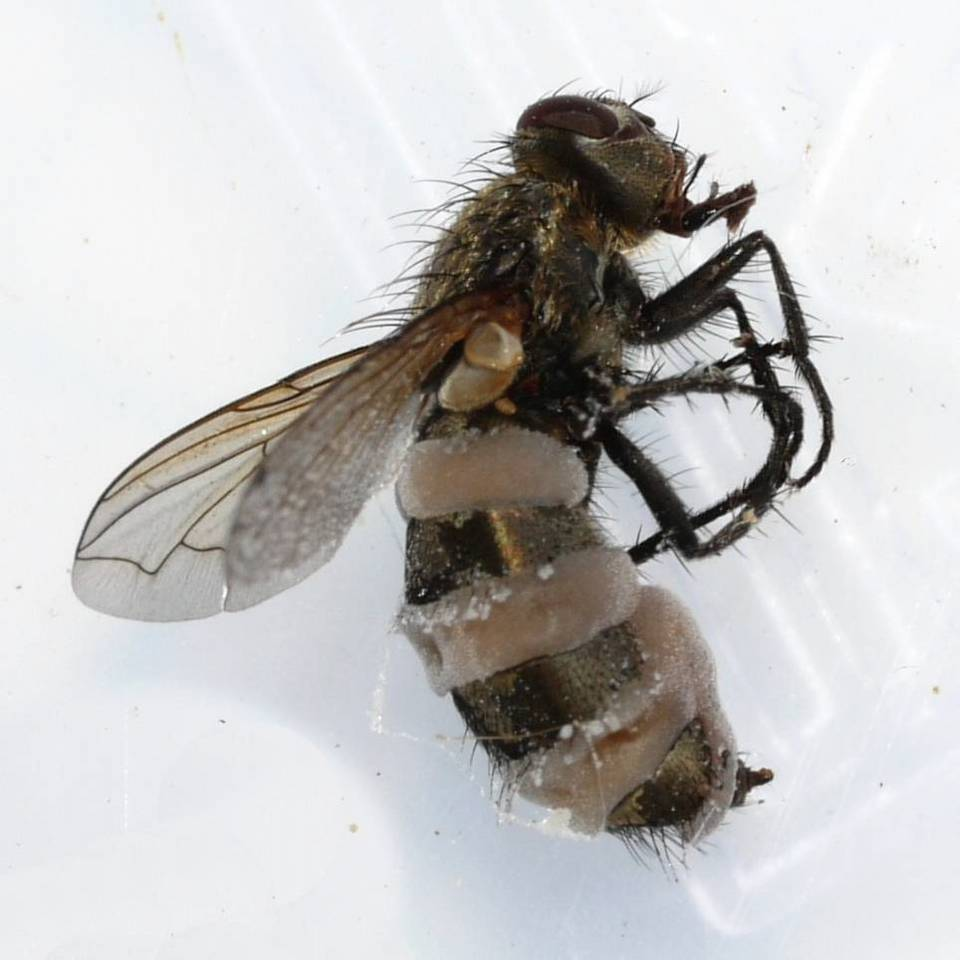
Загибель мухи внаслідок вторгнення гриба Entomophthora
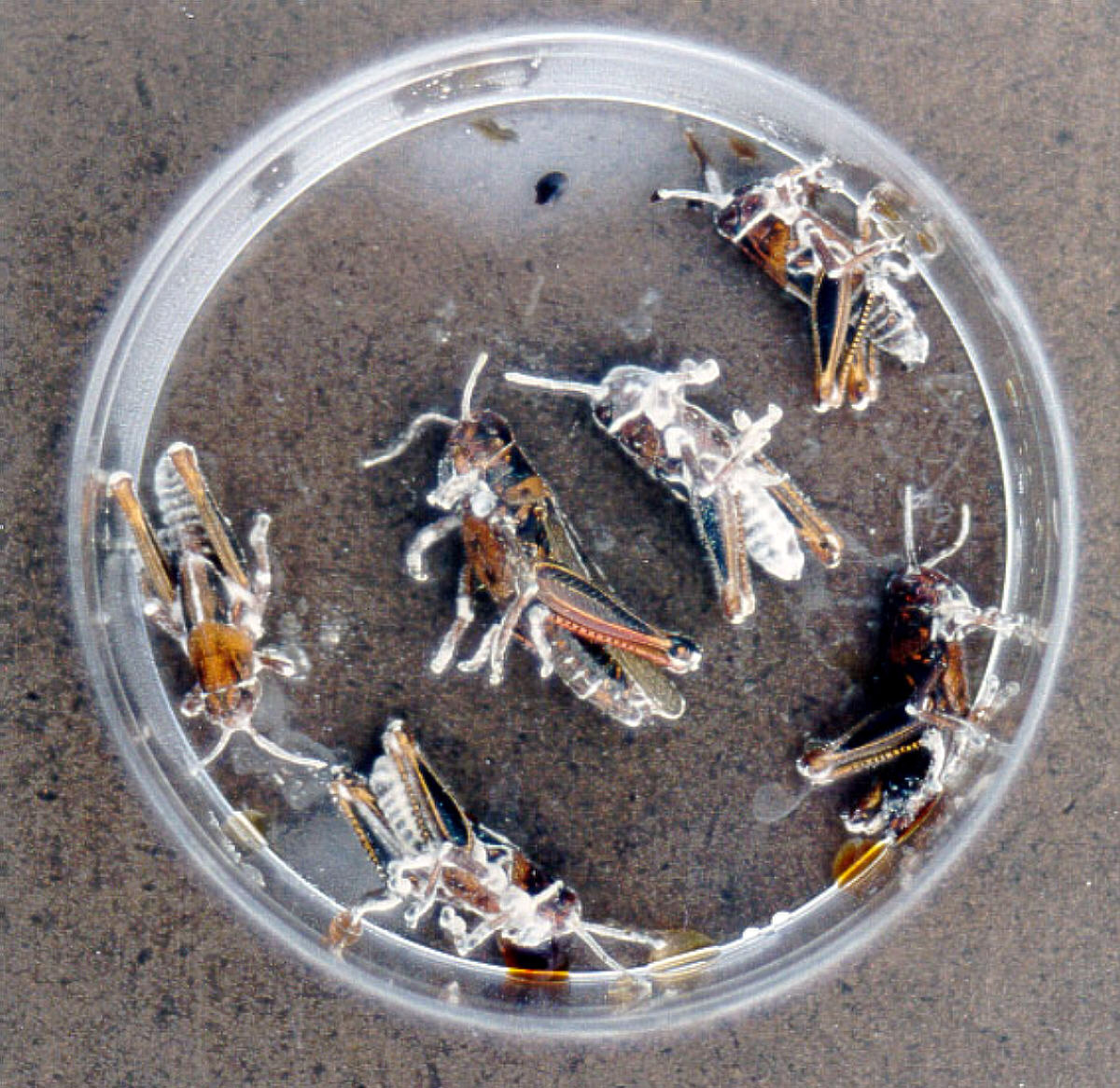
Коники убиті Beauveria bassiana
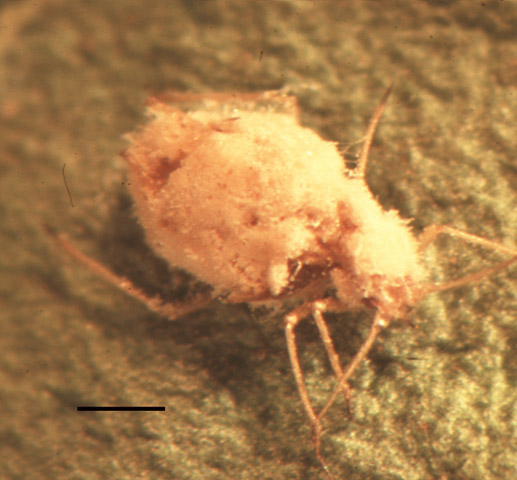
Зелена персикова попелиця, Myzus persicae, вбита грибком Pandora neoaphidis
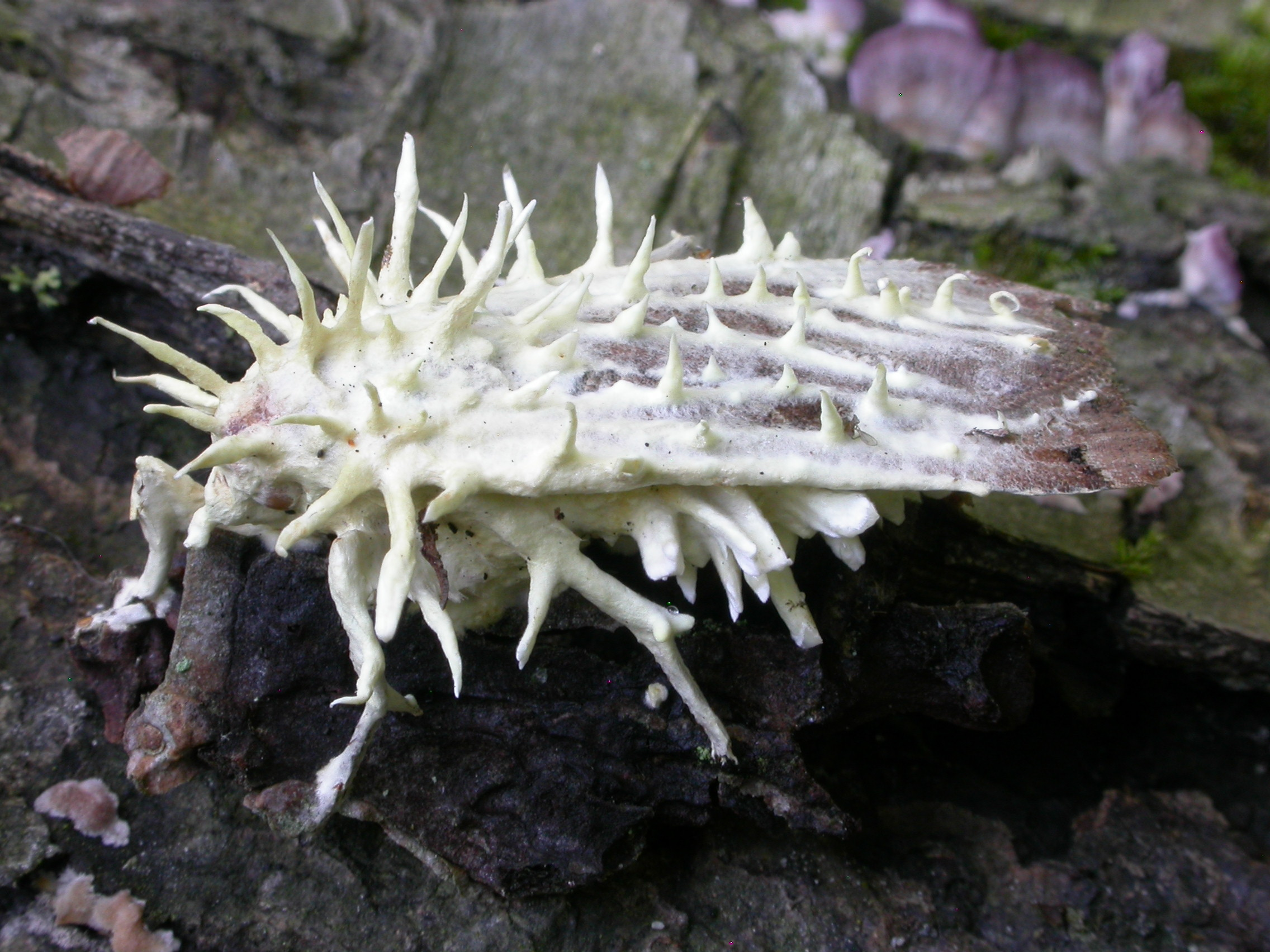
Akanthomyces
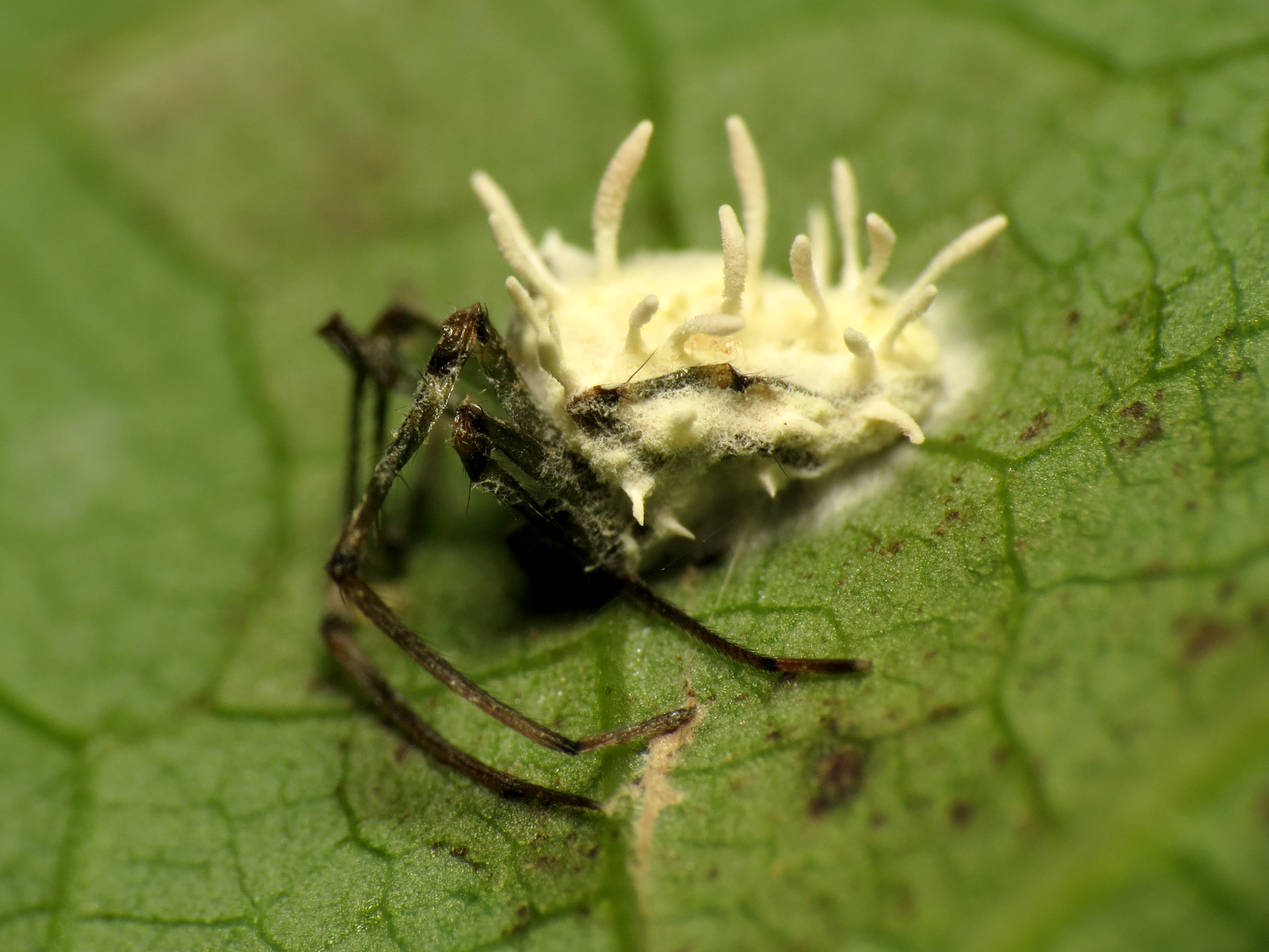
Gibellula